# Saint-Clément-à-Arnes
Saint-Clément-à-Arnes je francouzská obec v departementu Ardensko v regionu Grand Est. V roce 2012 zde žilo 106 obyvatel.

## Poloha obce
Obec leží u hranic departementu Ardensko s departementem Marne. Sousední obce jsou: Bétheniville (Marne), Hauviné, Saint-Hilaire-le-Petit (Marne), Saint-Martin-l'Heureux (Marne), Saint-Pierre-à-Arnes a Saint-Souplet-sur-Py (Marne).
Obcí protéká ve směru na západ říčka Arnes, která zhruba po 5 kilometrech se vlévá do říčky Suippe.

## Vývoj počtu obyvatel
Počet obyvatel